# قضقاض لبدي
قضقاض لبدي (الاسم العلمي: Bassia tomentosa)، نوع نباتات من جنس القضقاض وفصيلة القطيفية. وصفت أول مرة من قبل ل ريتشارد توماس. أعطانها في إسبانيا (في جزر الكناري) والبرتغال (في جزر ماديرا) والمغرب.